# Commeauche
Die Commeauche ist ein Fluss in Frankreich, der im Département Orne in der Region Normandie verläuft. Sie entspringt im Gemeindegebiet von Bubertré, entwässert im Oberlauf nach Osten, schwenkt dann in südliche Richtung, durchquert den Regionalen Naturpark Perche und mündet nach insgesamt rund 29 Kilometern an der Gemeindegrenze von Boissy-Maugis und Maison-Maugis als linker Nebenfluss in die Huisne.

## Orte am Fluss
(Reihenfolge in Fließrichtung)
- Bivilliers
- Autheuil
- Malétable
- Saint-Victor-de-Réno
- Monceaux-au-Perche, Gemeinde Longny les Villages
- Maison-Maugis
- Boissy-Maugis, Gemeinde Cour-Maugis sur Huisne